# Grant Holmes
Harrison Grant Holmes (Conway, Carolina del Sur, 22 de marzo de 1996), más conocido como Grant Holmes, es un jugador profesional estadounidense de béisbol que se desempeña en la posición de lanzador en Atlanta Braves, equipo de las Grandes Ligas de Béisbol (MLB).

## Carrera
En 2024, Holmes hizo su debut en la MLB con el equipo Atlanta Braves, donde lleva jugando una temporada.